# 19701 Aomori
19701 Aomori è un asteroide della fascia principale. Scoperto nel 1999, presenta un'orbita caratterizzata da un semiasse maggiore pari a 2,6443410 UA e da un'eccentricità di 0,0433677, inclinata di 20,99155° rispetto all'eclittica.